# Marc Bouissou
Marc Émile Bouissou (Joinville-le-Pont, 6 de abril de 1931-Boulogne-Billancourt, 23 de noviembre de 2018) fue un deportista francés que compitió en remo.
Participó en los Juegos Olímpicos de Helsinki 1952, obteniendo una medalla de plata en la prueba de cuatro sin timonel. Ganó una medalla de bronce en el Campeonato Europeo de Remo de 1953.

## Palmarés internacional
| Juegos Olímpicos   | Juegos Olímpicos       | Juegos Olímpicos  | Juegos Olímpicos   |
| Año                | Lugar                  | Medalla           | Prueba             |
| ------------------ | ---------------------- | ----------------- | ------------------ |
| 1952               | Helsinki (Finlandia)   | Medalla de plata  | Cuatro sin timonel |
| Campeonato Europeo |                        |                   |                    |
| Año                | Lugar                  | Medalla           | Prueba             |
| 1953               | Copenhague (Dinamarca) | Medalla de bronce | Ocho con timonel   |